# Hidranencefalia
La hidranencefalia es una condición poco común en la cual los hemisferios cerebrales están ausentes y son sustituidos por sacos llenos de líquido cerebroespinal.

## Presentación
Por lo general, el cerebelo y el tallo cerebral se forman normalmente. Un bebé con hidranencefalia puede parecer normal al nacer. El tamaño de la cabeza y los reflejos espontáneos del niño tales como aspirar, tragar, llorar y el movimiento de los brazos y las piernas pueden parecer todos normales. Sin embargo, unas semanas después el niño comienza a sentirse irritable y muestra un aumento en la tonicidad o firmeza del músculo (hipertonía).
Después de varios meses de vida pueden comenzar las convulsiones y la hidrocefalia (acumulación excesiva de líquido en el cerebro). Otros síntomas pueden incluir problemas visuales, ausencia de crecimiento, sordera, ceguera, cuadriparesis espástica (parálisis) y retraso mental.

## Causas
La hidranencefalia es una forma extrema de porencefalia (caracterizado por un quiste o cavidad en los hemisferios cerebrales) y puede ser causado por problemas o lesiones vasculares, infecciones o trastornos traumáticos después de la 12.ª semana de embarazo.

## Diagnóstico
El diagnóstico se puede retrasar varios meses debido a que el comportamiento inicial del bebé puede parecer relativamente normal. La transiluminación es una prueba en la cual se pasa luz a través de los tejidos del cuerpo y generalmente sirve para confirmar el diagnóstico. Algunos niños pueden tener anomalías adicionales en el nacimiento incluyendo convulsiones, mioclonias (movimientos involuntarios rápidos y repentinos) y problemas respiratorios.

## Tratamiento
No existe tratamiento estándar para la hidranencefalia. El tratamiento es sintomático y de apoyo. La hidrocefalia se puede tratar con una derivación (shunt). La expectativa de vida para los niños con hidranencefalia es baja. La muerte ocurre generalmente antes del primer año de edad. Sin embargo, en raros casos, algunos niños con hidranencefalia pueden sobrevivir durante varios años.